# Salas Altas
Salas Altas là một đô thị trong tỉnh Huesca, Aragon, Tây Ban Nha. Theo điều tra dân số 2018 (INE), đô thị này có dân số là 308 người.